# У вогні броду немає
«У вогні броду немає» (рос. «В огне брода нет») — російський радянський чорно-білий художній фільм, поставлений на Ленінградської ордена Леніна кіностудії «Ленфільм» в 1967 році режисером Глібом Панфіловим. Дебют Гліба Панфілова в повнометражному кіно. Прем'єра фільму в СРСР відбулося 1 червня 1968 року.
В 1969 році фільм удостоївся головного призу «Золотий леопард» Міжнародного кінофестивалю в Локарно.

## Зміст
Громадянська війна в Росії. Таня Тьоткіна – юна і трохи незграбна медсестра, яка всіма силами намагається допомогти пораненим. Вона сильно переживає кожну подію, а особливо – перше кохання. Це боязке почуття вона може висловити тільки на папері, адже несподівано відкриває у собі художній талант.

## Ролі
- Інна Чурикова — Таня Тьоткіна
- Анатолій Солоніцин — комісар Іван Ігнатович Євстрюков
- Михайло Глузський — Фокич, санітар
- Михайло Кононов — Альоша Семенов
- Майя Булгакова — Марія
- Євген Лебедєв — білогвардійський полковник
- Анатолій Маренич — Мрозик
- Володимир Кашпур — Микола
- Вадим Бероєв — Вася, художник з агітвагона
- Михайло Кокшенов — Зотік
- Ф. Разумов — Сягін
- Любов Малиновська — мати пораненого хлопчика
- Микола Кузьмін — командир червоноармійського загону
- Віталій Матвієв — червоноармієць з культей
- Віктор Терехов — візничий
- Станіслав Чуркін — червоноармієць з перев'язаною головою

## В епізодах
- Любов Малиновська — мати пораненого хлопчика
- Микола Кузьмін — командир червоноармійського загону
- Віталій Матвієв — красноармієець з культей
- Віктор Терехов — візничий
- Станіслав Чуркін — красноармієець з перев'язаною головою
- А. Гуніна, Михайло Мудров, Микола Муравйов, А. Смоліков, Н. Суродіна

У титрах не вказані:
- Любов Тищенко — санітарка
- Олександр Хочинський — Мартенко
- Леонід Дьячков

## Знімальна група
- Сценаристи - Євген Габрилович, Гліб Панфілов
- Режисер-постановник - Гліб Панфілов
- Головний оператор - Дмитро Долінін
- Головний художник - Марксен Гаухман-Свердлов
- Композитор - Вадим Біберган
- Звукооператор - Георгій Сальє
- Режисер - Геннадій Бєглов
- Оператор - Лев Колганов
- Костюми - Євгенії Словцової
- Грим - Н. Веселової
- Редактор - Юрій Медведєв
- Монтаж - Людмили Образумової
- Малюнки - Наталії Васильєвої
- Художник-декоратор - Ю. Смирнов
- Асистенти режисера - Н. Степанов, М. Дакієв, Б. Богунова
- Асистенти оператора - В. Марков, А. Дудко
- Оркестр Ленінградського державного академічного Малого театру опери та балету
  - Диригент - Микола Рабинович
- Директор картини - Микола Нейолов

## Призи
- 1969 — головний приз «Золотий леопард» Міжнародного кінофестивалю в Локарно режисерові картини Глібу Панфілову.